# Routier (Aude)
Pour les articles homonymes, voir Routier.
Routier  (en occitan languedocien Rotièr) est une commune française, située dans l'ouest du département de l'Aude en région Occitanie. Le village est ancré au cœur du Razès, dans le canton d'Alaigne, à 10 km à l'ouest de Limoux.
Sur le plan historique et culturel, la commune fait partie du Razès, un pays historiquement très étendu, qui ne se résume aujourd'hui qu'aux collines de la Malepère et au bas Razès au centre et au sud, limité par le pays de Sault. Exposée à un climat méditerranéen, elle est drainée par le ruisseau de Brugairolles, l'Albane, le Réal et par deux autres cours d'eau. La commune possède un patrimoine naturel remarquable composé d'une zone naturelle d'intérêt écologique, faunistique et floristique.
Routier est une commune rurale qui compte 234 habitants en 2022. Elle fait partie de l'aire d'attraction de Limoux. Ses habitants sont appelés les Routiérois et ses habitantes les Routiéroises.

## Géographie

### Localisation
Au sud, se trouve la chaîne des Pyrénées que l'on peut admirer lorsque le ciel est dégagé. Au nord, on remarque la position du vignoble adossé au massif de la Malepère, et enfin, au-delà, barrant l'horizon, la masse sombre de la montagne Noire.

### Communes limitrophes
Les communes limitrophes sont  Alaigne, Belvèze-du-Razès, Brugairolles, Cambieure, Donazac, Lauraguel, Malviès et Pauligne.
| Belvèze-du-Razès | Cambieure | Brugairolles |
| Alaigne          | Routier   | Malviès      |
| Donazac          | Pauligne  | Lauraguel    |

### Relief et géologie
Le village de Routier s'élève sur une colline culminant à 255 m.

### Agriculture
Les champs, ainsi que quelques friches et de rares bois, en occupent environ 40 % de territoire. Le reste constitue le fief exclusif de la vigne particulièrement développée sur les surfaces caillouteuses et sèches de la partie orientale.

### Hydrographie
La commune est dans la région hydrographique « Côtiers méditerranéens », au sein du bassin hydrographique Rhône-Méditerranée-Corse. Elle est drainée par le ruisseau de Brugairolles, l'Albane, le Réal, le ruisseau de Combe Marty et le ruisseau de la Prade, qui constituent un réseau hydrographique de 11 km de longueur totale,.
Le ruisseau de Brugairolles, d'une longueur totale de 10,3 km, prend sa source dans la commune de Monthaut et s'écoule du sud-ouest vers le nord-est. Il traverse la commune et se jette dans le Sou à Brugairolles, après avoir traversé 4 communes.

### Climat
Pour des articles plus généraux, voir Climat de l'Occitanie et Climat de l'Aude.
En 2010, le climat de la commune est de type climat méditerranéen altéré, selon une étude s'appuyant sur une série de données couvrant la période 1971-2000. En 2020, Météo-France publie une typologie des climats de la France métropolitaine dans laquelle la commune est dans une zone de transition entre le climat océanique altéré et le climat de montagne ou de marges de montagne et est dans une zone de transition entre les régions climatiques « Aquitaine, Gascogne » et « Pyrénées orientales ».
Pour la période 1971-2000, la température annuelle moyenne est de 13,1 °C, avec une amplitude thermique annuelle de 15,7 °C. Le cumul annuel moyen de précipitations est de 787 mm, avec 9,9 jours de précipitations en janvier et 5,5 jours en juillet. Pour la période 1991-2020, la température moyenne annuelle observée sur la station météorologique la plus proche, située sur la commune d'Alaigne à 3 km à vol d'oiseau, est de 14,0 °C et le cumul annuel moyen de précipitations est de 673,6 mm,. Pour l'avenir, les paramètres climatiques de la commune estimés pour 2050 selon différents scénarios d'émission de gaz à effet de serre sont consultables sur un site dédié publié par Météo-France en novembre 2022.

### Milieux naturels et biodiversité

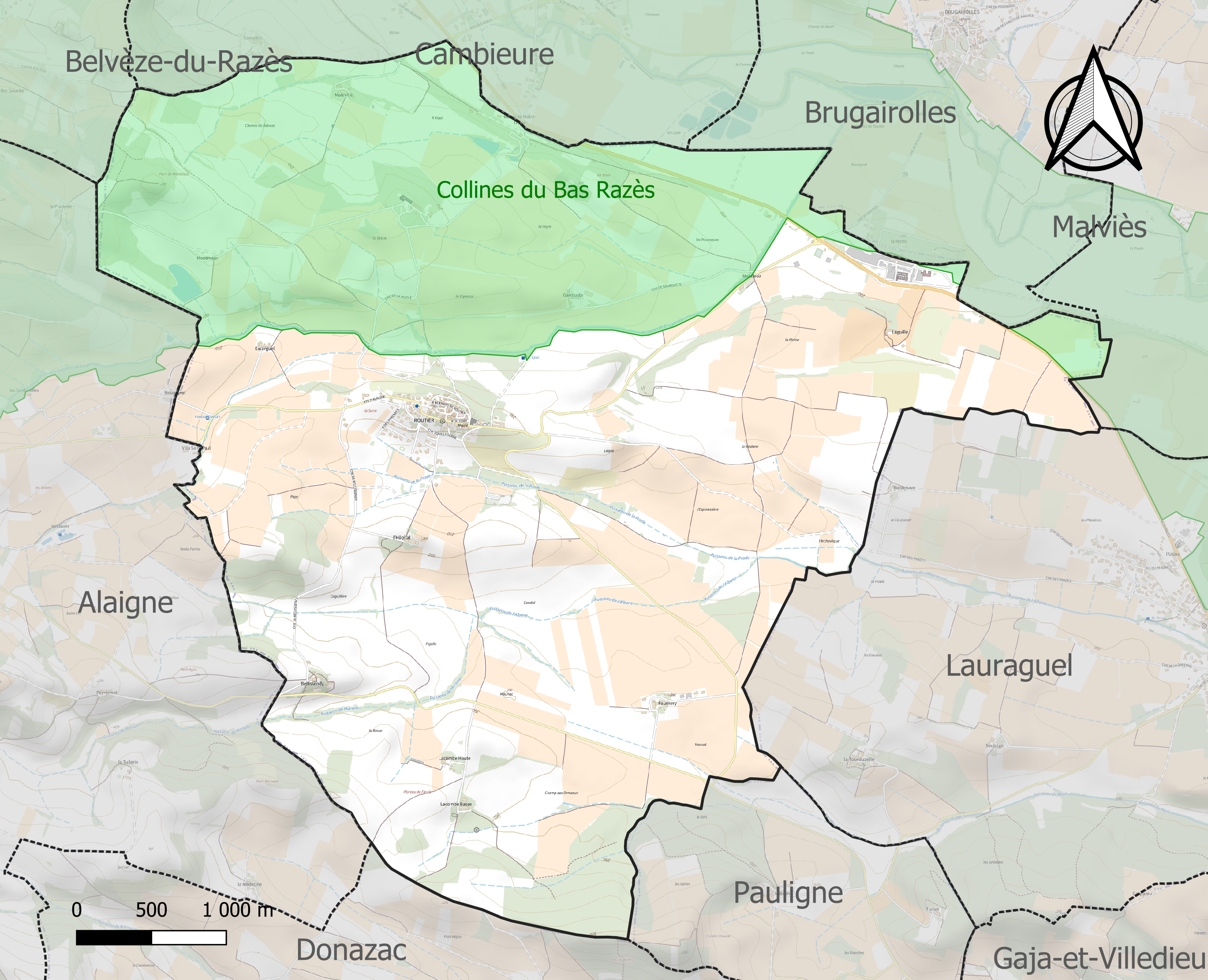
Carte de la ZNIEFF de type 1 localisée sur la commune.

L’inventaire des zones naturelles d'intérêt écologique, faunistique et floristique (ZNIEFF) a pour objectif de réaliser une couverture des zones les plus intéressantes sur le plan écologique, essentiellement dans la perspective d’améliorer la connaissance du patrimoine naturel national et de fournir aux différents décideurs un outil d’aide à la prise en compte de l’environnement dans l’aménagement du territoire.
Une ZNIEFF de type 1 est recensée sur la commune :
les « collines du Bas Razès » (3 551 ha), couvrant 13 communes du département.

## Urbanisme

### Typologie
Au 1er janvier 2024, Routier est catégorisée commune rurale à habitat dispersé, selon la nouvelle grille communale de densité à 7 niveaux définie par l'Insee en 2022.
Elle est située hors unité urbaine. Par ailleurs la commune fait partie de l'aire d'attraction de Limoux, dont elle est une commune de la couronne,. Cette aire, qui regroupe 39 communes, est catégorisée dans les aires de moins de 50 000 habitants,.

### Occupation des sols
L'occupation des sols de la commune, telle qu'elle ressort de la base de données européenne d’occupation biophysique des sols Corine Land Cover (CLC), est marquée par l'importance des territoires agricoles (94,6 % en 2018), en diminution par rapport à 1990 (96,9 %). La répartition détaillée en 2018 est la suivante :
cultures permanentes (86,6 %), zones agricoles hétérogènes (4,8 %), terres arables (3,2 %), forêts (3,1 %), zones urbanisées (2,2 %). L'évolution de l’occupation des sols de la commune et de ses infrastructures peut être observée sur les différentes représentations cartographiques du territoire : la carte de Cassini (XVIIIe siècle), la carte d'état-major (1820-1866) et les cartes ou photos aériennes de l'IGN pour la période actuelle (1950 à aujourd'hui).

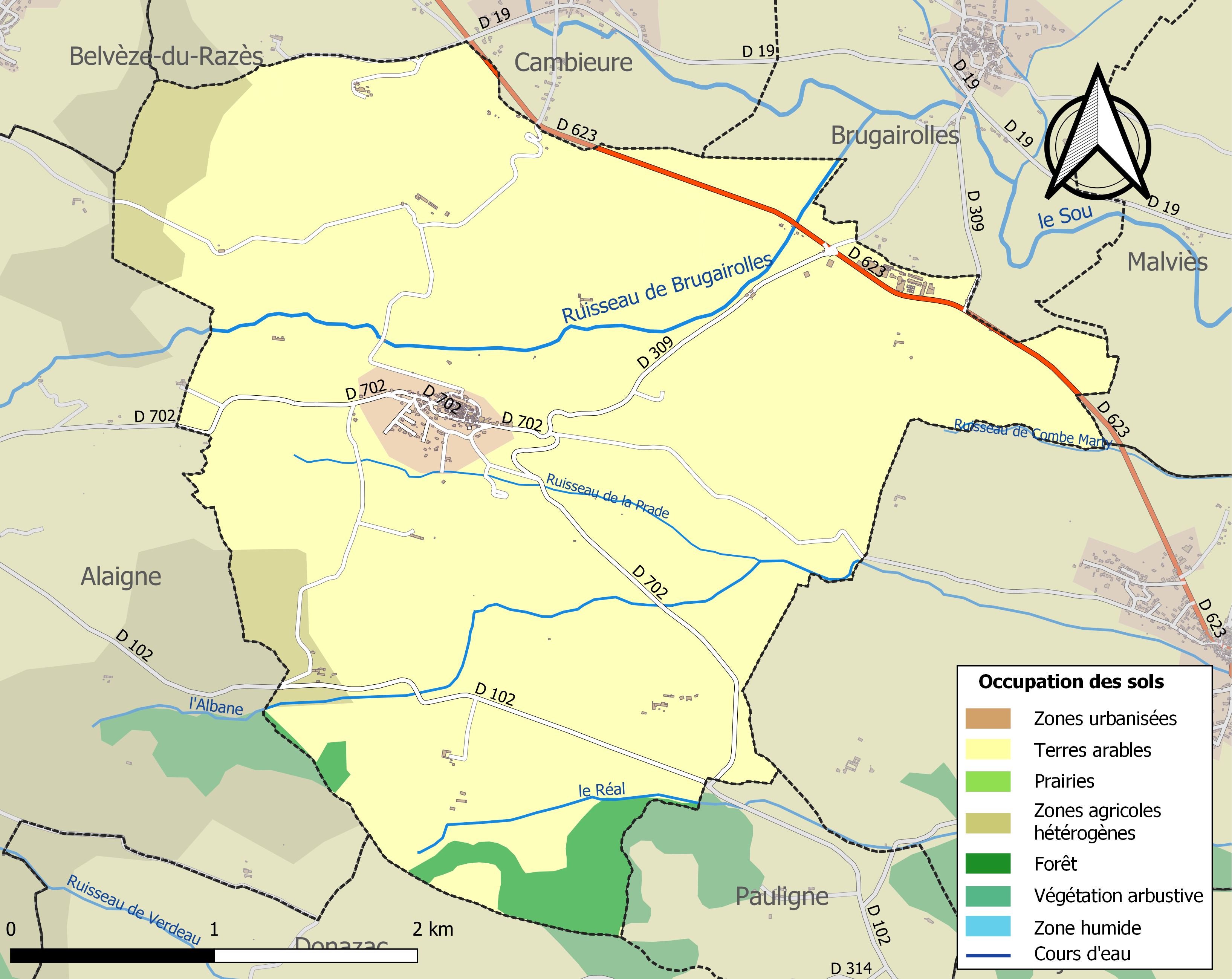
Carte des infrastructures et de l'occupation des sols de la commune en 2018 (CLC).

### Risques majeurs
Le territoire de la commune de Routier est vulnérable à différents aléas naturels : météorologiques (tempête, orage, neige, grand froid, canicule ou sécheresse) et séisme (sismicité faible). Un site publié par le BRGM permet d'évaluer simplement et rapidement les risques d'un bien localisé soit par son adresse soit par le numéro de sa parcelle.

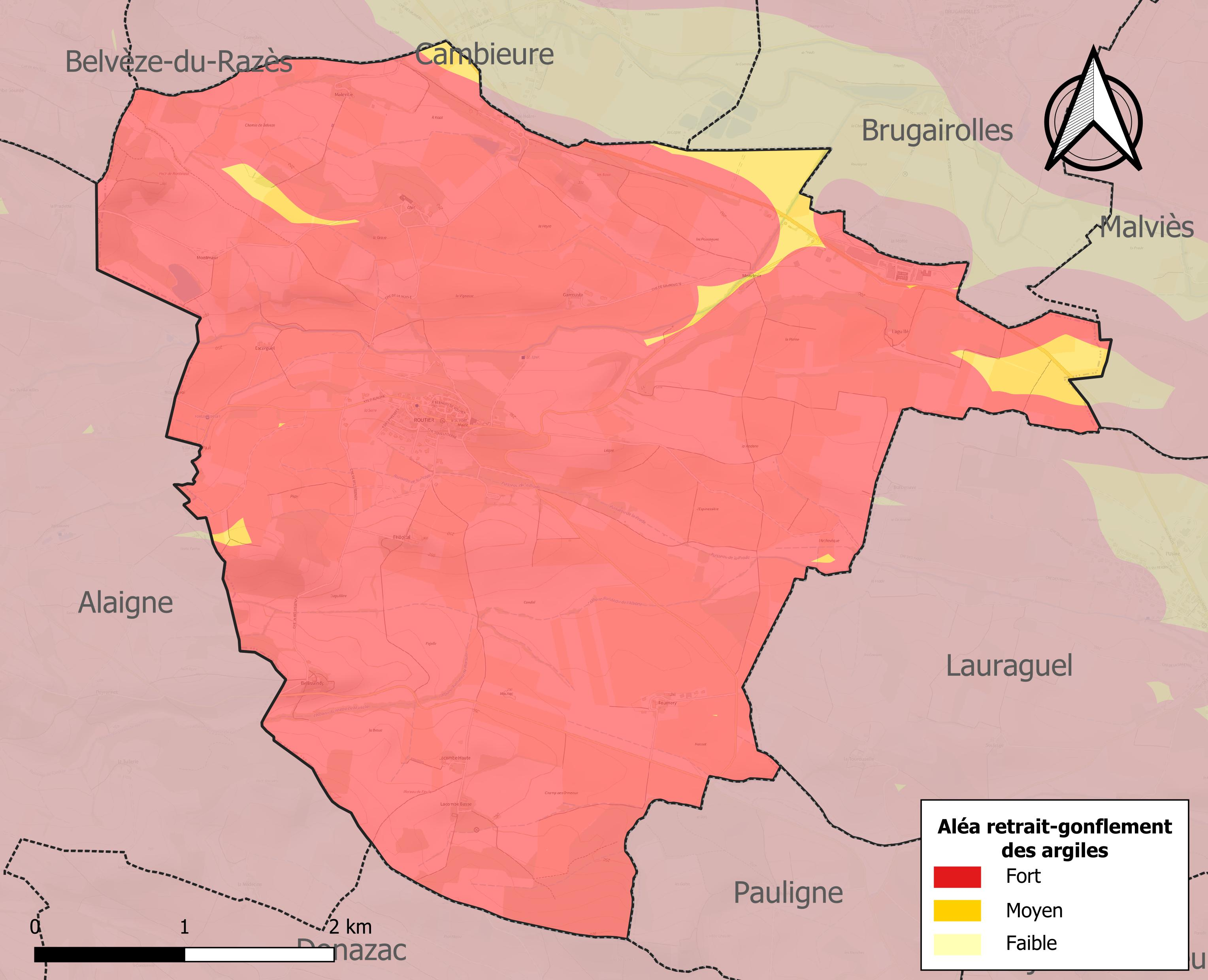
Carte des zones d'aléa retrait-gonflement des sols argileux de Routier.

Le retrait-gonflement des sols argileux est susceptible d'engendrer des dommages importants aux bâtiments en cas d’alternance de périodes de sécheresse et de pluie. La totalité de la commune est en aléa moyen ou fort (75,2 % au niveau départemental et 48,5 % au niveau national). Sur les 177 bâtiments dénombrés sur la commune en 2019, 177 sont en aléa moyen ou fort, soit 100 %, à comparer aux 94 % au niveau départemental et 54 % au niveau national. Une cartographie de l'exposition du territoire national au retrait gonflement des sols argileux est disponible sur le site du BRGM,.

## Toponymie
C'est en 1130 qu'apparaît la première mention du nom de la localité sous la forme castel de Riut, à laquelle se succède, en 1120, castrum de Ruterio en 1226, Riuterium et, en 1229, Rupterium. On rencontrera ensuite les noms de Riucenum (1312), de Rutio (1360), Reuterium (1377), Rentier ou Reutier (1503), Rieutier (1594), Routie (1594) et enfin Routier, sous sa forme actuelle en 1639.
Le docteur Jacques Lemoine se fonde sur la dénomination de Rupterium pour établir l'étymologie du toponyme. Selon lui, Rupterium est un dérivé du latin via rupta, expression qui évoque un croisement de chemins. Cependant, cette explication ne se base que sur une mention isolée, contredite par toutes les autres formes anciennes. Ainsi, Bénédicte et Jean-Jacques Fénié préfèrent expliquer Routier par l’anthroponyme germanique Rotharius pris absolument et qui s'accorde mieux avec la nature des formes anciennes.

## Histoire
Le village s'est constitué au Xe siècle et se caractérise par la présence de restes de remparts médiévaux et surtout par sa splendide église paroissiale datant du XIIIe siècle, fortifiée, avec un clocher-mur caractéristique et visible de loin. C'est la plus vaste église du Razès. Il faut noter aussi la curiosité du cimetière éloigné de 800 mètres du village et situé sur le site qu'occupait ce dernier avant le XIIe siècle.
Avant la Révolution, Routier faisait partie avec Pieusse et Alaigne d'une baronnie de l'archevêque de Narbonne.

## Politique et administration

### Liste des maires
| Période                                  | Période   | Identité           | Étiquette | Qualité                                            |
| ---------------------------------------- | --------- | ------------------ | --------- | -------------------------------------------------- |
| mars 1971                                | 2001      | Charles Ferriol    | PS        | conseiller général du canton d'Alaigne (1979-1992) |
| mars 2001                                | 2008      | Pierre Cassan      | PS        |                                                    |
| mars 2008                                | mars 2014 | Anne-Marie Mercier | PS        |                                                    |
| mars 2014                                | En cours  | Michèle Ancelle    |           |                                                    |
| Les données manquantes sont à compléter. |           |                    |           |                                                    |

## Population et société

### Démographie
L'évolution du nombre d'habitants est connue à travers les recensements de la population effectués dans la commune depuis 1793. Pour les communes de moins de 10 000 habitants, une enquête de recensement portant sur toute la population est réalisée tous les cinq ans, les populations de référence des années intermédiaires étant quant à elles estimées par interpolation ou extrapolation. Pour la commune, le premier recensement exhaustif entrant dans le cadre du nouveau dispositif a été réalisé en 2005.

En 2022, la commune comptait 234 habitants, en évolution de −6,02 % par rapport à 2016 (Aude : +2,65 %, France hors Mayotte : +2,11 %).
| 1793 | 1800 | 1806 | 1821 | 1831 | 1836 | 1841 | 1846 | 1851 |
| ---- | ---- | ---- | ---- | ---- | ---- | ---- | ---- | ---- |
| 289  | 345  | 340  | 365  | 313  | 355  | 357  | 391  | 375  |

| 1856 | 1861 | 1866 | 1872 | 1876 | 1881 | 1886 | 1891 | 1896 |
| ---- | ---- | ---- | ---- | ---- | ---- | ---- | ---- | ---- |
| 367  | 364  | 346  | 358  | 328  | 376  | 386  | 374  | 428  |

| 1901 | 1906 | 1911 | 1921 | 1926 | 1931 | 1936 | 1946 | 1954 |
| ---- | ---- | ---- | ---- | ---- | ---- | ---- | ---- | ---- |
| 443  | 471  | 461  | 417  | 415  | 472  | 443  | 411  | 397  |

| 1962 | 1968 | 1975 | 1982 | 1990 | 1999 | 2005 | 2006 | 2010 |
| ---- | ---- | ---- | ---- | ---- | ---- | ---- | ---- | ---- |
| 352  | 279  | 262  | 250  | 237  | 225  | 245  | 252  | 252  |

| 2015 | 2020 | 2022 | - | - | - | - | - | - |
| ---- | ---- | ---- | - | - | - | - | - | - |
| 250  | 238  | 234  | - | - | - | - | - | - |

## Économie

### Revenus
En 2018 (données Insee publiées en septembre 2021), la commune compte 114 ménages fiscaux, regroupant 240 personnes. La médiane du revenu disponible par unité de consommation est de 19 030 € (19 240 € dans le département).

### Emploi
| Division       | 2008   | 2013   | 2018   |
| -------------- | ------ | ------ | ------ |
| Commune        | 8,6 %  | 9,3 %  | 7,4 %  |
| Département    | 10,2 % | 12,8 % | 12,6 % |
| France entière | 8,3 %  | 10 %   | 10 %   |

En 2018, la population âgée de 15 à 64 ans s'élève à 140 personnes, parmi lesquelles on compte 75 % d'actifs (67,6 % ayant un emploi et 7,4 % de chômeurs) et 25 % d'inactifs,. En 2018, le taux de chômage communal (au sens du recensement) des 15-64 ans est inférieur à celui de la France et du département, alors qu'en 2008 il était supérieur à celui de la France.
La commune fait partie de la couronne de l'aire d'attraction de Limoux, du fait qu'au moins 15 % des actifs travaillent dans le pôle,. Elle compte 128 emplois en 2018, contre 95 en 2013 et 111 en 2008. Le nombre d'actifs ayant un emploi résidant dans la commune est de 99, soit un indicateur de concentration d'emploi de 129,7 % et un taux d'activité parmi les 15 ans ou plus de 52,2 %.
Sur ces 99 actifs de 15 ans ou plus ayant un emploi, 36 travaillent dans la commune, soit 37 % des habitants. Pour se rendre au travail, 82,3 % des habitants utilisent un véhicule personnel ou de fonction à quatre roues, 2,1 % les transports en commun, 6,3 % s'y rendent en deux-roues, à vélo ou à pied et 9,4 % n'ont pas besoin de transport (travail au domicile).

### Activités hors agriculture
16 établissements sont implantés à Routier au 31 décembre 2019.
Le secteur de l'industrie manufacturière, des industries extractives et autres est prépondérant sur la commune puisqu'il représente 31,3 % du nombre total d'établissements de la commune (5 sur les 16 entreprises implantées à Routier), contre 8,8 % au niveau départemental.

### Agriculture
La commune est dans le Razès, une petite région agricole occupant l'ouest du département de l'Aude, également dénommée localement « Volvestre et Razès ». En 2020, l'orientation technico-économique de l'agriculture  sur la commune est la viticulture.
|               | 1988 | 2000 | 2010 | 2020 |
| ------------- | ---- | ---- | ---- | ---- |
| Exploitations | 36   | 25   | 29   | 26   |
| SAU (ha)      | 932  | 880  | 756  | 573  |

Le nombre d'exploitations agricoles en activité et ayant leur siège dans la commune est passé de 36 lors du recensement agricole de 1988  à 25 en 2000 puis à 29 en 2010 et enfin à 26 en 2020, soit une baisse de 28 % en 32 ans. Le même mouvement est observé à l'échelle du département qui a perdu pendant cette période 60 % de ses exploitations,. La surface agricole utilisée sur la commune a également diminué, passant de 932 ha en 1988 à 573 ha en 2020. Parallèlement la surface agricole utilisée moyenne par exploitation a baissé, passant de 26 à 22 ha.

## Culture locale et patrimoine

### Monuments et lieux touristiques
Église Saint-Laurent
L'édifice est référencé dans la base Mérimée et à l'Inventaire général Région Occitanie.
C'est à la fin du XIIIe siècle, après la prise en possession du village par l'archevêque de Narbonne, que fut construite l'église paroissiale dédiée à saint Laurent. À en croire la tradition orale, la pierre, de mauvaise qualité, qu'utilisèrent les bâtisseurs aurait été extraite à Routier même, au nord du village. La bâtisse fut mentionnée la première fois en 1319. Contemporaine de l'enceinte défensive du village, l'église fait partie intégrante des fortifications du côté nord. Le clocher-mur de cet édifice mi-roman mi-gothique, percé au sommet de quatre ouvertures à arcs de plein cintre, est flanqué d'une tour hexagonale garnie de meurtrières qui soulignent sa fonction défensive. La porte d'entrée principale, située à l'ouest, est surmontée d'une ogive de style dépouillé. Près de l'autre porte s'ouvrait un puits, qui assurait l'autonomie du « fort ». À l'intérieur de l'église se trouve un retable baroque de la fin du XVIIe siècle doré à l'or. L'église de Routier est la plus grande du Razès.
Château de Routier
À la fin du XVIe siècle, les Madailhan s'installent à Routier. Ils font édifier, à l'extérieur du village fortifié, un château à l'architecture Renaissance qui s'apparente à ceux de Couiza, de Villarzel-du-Razès et de Serviès-en-Val. À l'origine, le château avait quatre tours dont les murs étaient percés de fenêtres à meneaux. Aujourd'hui, il ne subsiste que deux tours d'inégale hauteur car la partie supérieure de la plus basse s'est effondrée au début du XXe siècle. La dernière fenêtre à meneaux a été détruite en 1969.
L'ancien château
Malgré la construction du nouveau château, de style Renaissance, au XVIe siècle, l'ancien château n'a pas disparu. Cette imposante bâtisse carrée située dans le centre du village, d'aspect austère, est nettement plus haute que les maisons environnantes.
Les silos
Dans les anciennes maisons et même dans les champs se trouvent des fosses souterraines où l'on déposait les grains, les légumes.. pour les conserver. Ce sont des silos appelés Sièges dans le pays.

### Personnalités liées à la commune
- Lazare Escarguel (1816-1893) : homme politique né et mort à Routier.

### Héraldique
|  | La commune de Routier porte : D'argent au lion léopardé de gueules accompagné de trois croissants du même. Ce blason est celui du dernier archevêque de Narbonne, Arthur Richard Dillon. |

Les communes d'Alaigne, de Bize-Minervois, de Gruissan et de Pieusse, qui sont aussi d'anciens fiefs de l'archevêque de Narbonne, ont les mêmes armoiries.